# Tàu lượn siêu tốc

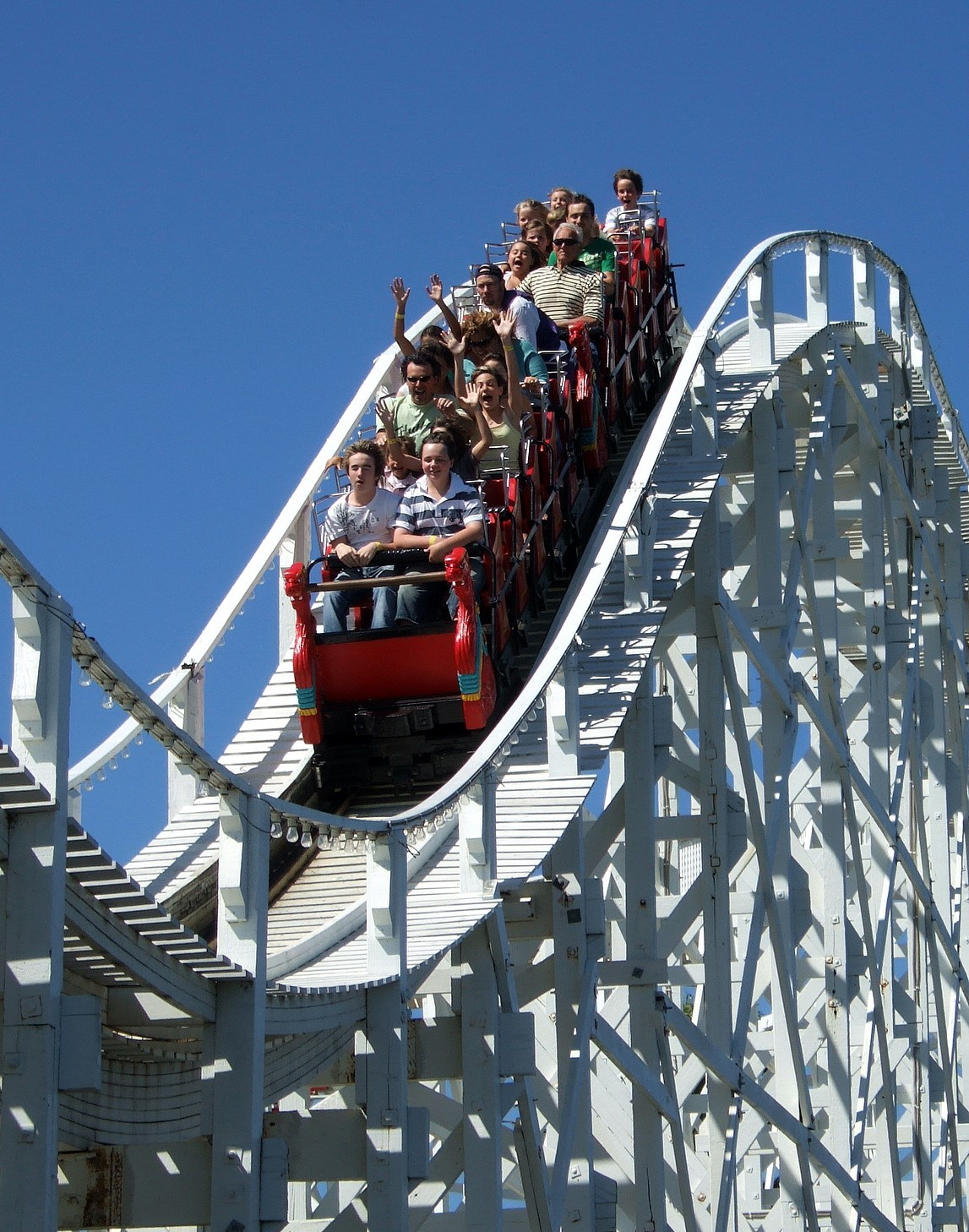
The Scenic Railway tại Luna Park, Melbourne, là roller coaster vận hành liên tục lâu nhất thế giới được xây dựng năm 1912.

Tàu lượn siêu tốc là một loại trò giải trí có sử dụng một đường ray xe lửa trên cao được thiết kế với những cú ngoặt đột ngột, sườn dốc, và đôi khi là những đường ray lộn ngược vòng. Mọi người đi theo đường ray trong những toa mở, và trò này thường có trong các công viên giải trí khắp thế giới. 
"LaMarcus" Adna Thompson đã nhận được một trong những bằng sáng chế đầu tiên cho một thiết kế tàu lượn siêu tốc vào năm 1885, trong khi Switchback Railway được khai trương trước đó một năm tại Đảo Coney.
Đường ray trong rollar coaster không nhất thiết phải là khép kín, chẳng hạn như ở Tàu lượn siêu tốc Shutle.
Hầu hết các tàu lượn siêu tốc có nhiều toa, trong đó hành khách (hoặc người chơi) được ngồi và kẹp chặt lại. Tàu lượn siêu tốc thường có trong những lễ hội của phương Tây hay các khu du lịch nhằm phục vụ mục đích giải trí.